# 1965-ös NHL-amatőr draft
Az 1965-ös NHL-amatőr draft a harmadik draft volt az National Hockey League történetében. A montréali Queen Elizabeth Hotelben tartották. Egy fontos szabályt módosítottak: csak 18 vagy annál idősebb játékosokat lehetett draftolni a régi 16 helyett. És csak 19 évesen játszhattak.
Az is lehetségessé vált hogy az American Hockey League, a Central Hockey League és a Western Hockey League csapatok is részt vegyenek a drafton. Miután az NHL-csapatok választottak, a többi liga csapata választhattak. Az AHL és a WHL csapatok hármat a CHL csapatok kettőt választhattak.
A Toronto Maple Leafs volt az egyetlen csapat amely nem draftolt és a Pittsburgh Hornets volt az egyetlen nem NHL csapat amely élt a választási joggal.
Csak két játékos játszott az NHL-ben: Pierre Bouchard és Michel Parizeau.

## A draft
|  | = NHL All-Star |  |  | = A Jégkorong Hírességek Csarnokának a tagja |

### Első kör
| # | Játékos         | Poszt       | Nemzetiség | NHL-csapat          | Egyetem/junior/klub csapat         |
| - | --------------- | ----------- | ---------- | ------------------- | ---------------------------------- |
| 1 | André Veilleux  | Jobb szélső | Kanada     | New York Rangers    | Montréal Rangers (LHJAA)           |
| 2 | Andy Culligan   | Csatár      | Kanada     | Chicago Black Hawks | St. Michael's Buzzers (MetJHL)     |
| 3 | George Forgie   | Védő        | Kanada     | Detroit Red Wings   | Flin Flon Bombers (SJHL)           |
| 4 | Joe Bailey      | Csatár      | Kanada     | Boston Bruins       | St. Thomas Stars (WOJHL)           |
| 5 | Pierre Bouchard | Védő        | Kanada     | Montréal Canadiens  | St. Vincent de Paul Saints (LHJAA) |
|   |                 |             |            |                     |                                    |

### Második kör
| # | Játékos        | Poszt       | Nemzetiség | NHL-csapat          | Egyetem/junior/klub csapat |
| - | -------------- | ----------- | ---------- | ------------------- | -------------------------- |
| 6 | George Surmay  | Kapus       | Kanada     | New York Rangers    | Kelvin Midgets (MAAAMHL)   |
| 7 | Brian McKenney | Jobb szélső | Kanada     | Chicago Black Hawks | Smith Falls Bears (CJAHL)  |
| 8 | Bob Birdsell   | Jobb szélső | Kanada     | Detroit Red Wings   | Stettler Midgets (MAAAMHL) |
| 9 | Bill Ramsay    | Csatár      | Kanada     | Boston Bruins       | Winnipeg Monarchs (MJHL)   |
|   |                |             |            |                     |                            |

### Harmadik kör
| #  | Játékos         | Poszt  | Nemzetiség | NHL-csapat               | Egyetem/junior/klub csapat |
| -- | --------------- | ------ | ---------- | ------------------------ | -------------------------- |
| 10 | Michel Parizeau | Center | Kanada     | New York Rangers         | Montréal Rangers (LHJAA)   |
| 11 | Gary Beattie    | Csatár | Kanada     | Pittsburgh Hornets (AHL) | Gananoque Lakers (MWJCHL)  |
|    |                 |        |            |                          |                            |